# Cratere Morse
Morse è un cratere lunare di 72,77 km situato nella parte nord-orientale della faccia nascosta della Luna.